# Pot belge
Le « pot belge » est une expression issue du dopage dans le cyclisme professionnel pour désigner un mélange de produits dopants. Le pot belge est constitué d'amphétamines, d'antalgiques, d'héroïne, de cocaïne, etc.
Il est considéré comme le dopage du pauvre en comparaison de l'EPO destinée plutôt aux professionnels en raison de son coût plus élevé.
La combinaison des produits rend ce cocktail plus facilement détectable.
Il existe encore des cyclistes ayant arrêté leur carrière, mais dépendants physiquement de ce mélange à cause des stupéfiants qui y sont ajoutés.
La formulation, au moins partielle, du pot belge revendu sur le Tour de France entre 2003 et 2007 est, selon les analyses réalisées pour la justice belge, :
- phénylacétone (BMK) ;
- formétamide (en) ;
- amphétamines ;
- 4-méthyl-5-phénylpyrimidine ;
- di-β-phénylisopropylamine (DPIA).